# Pustulina
La pustulina (gen. Pustulina) è un crostaceo estinto, appartenente ai decapodi. Visse tra il Giurassico inferiore e il Cretaceo superiore (circa 195 – 70 milioni di anni fa) e i suoi resti fossili sono stati ritrovati in Europa, Madagascar e Canada.

## Descrizione
Questo crostaceo, vagamente simile a un gambero di fiume, era di piccole dimensioni e non raggiungeva solitamente i 5 centimetri di lunghezza. Il carapace, cilindrico e appiattito lateralmente, era ricoperto da numerose protuberanze di forma più o meno tondeggiante. Il primo paio di appendici toraciche (pereiopodi) erano insolitamente robuste e grandi, dotati di forti chele, simili a quelle di un altro crostaceo strettamente imparentato, Palaeastacus.

## Classificazione
Questo animale è noto grazie a numerose specie ritrovate in sedimenti giurassici e cretacei d'Europa, principalmente da Francia e Germania. La specie più antica proviene dal giacimento di Osteno, in Italia (P. sinemuriana) e risale al Giurassico inferiore. Altre specie ben conosciute sono P. suevica e P. minuta del Giurassico superiore tedesco; in Francia, sempre nel Giurassico, vissero P. perroni e P. pseudobabeaui. Nel Cretaceo sono note specie inglesi (P. tuberculata, P. granulata e P. scabra), del Madagascar (P. spinulata) e canadesi (P. dawsoni, l'ultima a scomparire).

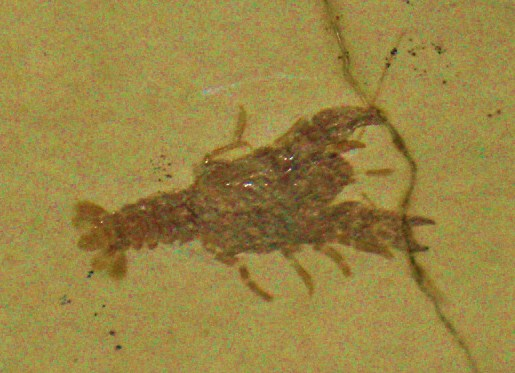
Fossile di Pustulina minuta

Pustulina fa parte di una famiglia di crostacei nota come Erymidae, comprendenti numerosi generi molto diffusi tra il Giurassico e il Cretaceo, affini agli attuali gamberi di fiume. Il genere Phlyctisoma è attualmente considerato un sinonimo di Pustulina.